# Kürschák József Matematikai Tanulóverseny
A Kürschák József Matematikai Tanulóverseny a Bolyai János Matematikai Társulat által szervezett rangos matematikaverseny. A versenyre hagyomásnyosan október első felében kerül sor, rajta középiskolai tanulók és az adott évben érettségizettek vehetnek részt. A tanulóknak hagyományosan három feladatot kell megoldaniuk, amire négy órányi idő áll rendelkezésükre. A feladatok nem igényelnek a középiskolai matematikai ismereteken túlmutató tárgyi tudást, de ennek ellenére ritka az, hogy egy-egy versenyző mindhárom feladatot megoldja. A verseny fontos része a matematikai tehetséggondozásnak. Az itt mutatott teljesítmény lényeges komponense a Nemzetközi Matematikai Diákolimpián részt vevő tanulók kiválasztásának. Ugyanakkor a korábbi évtizedek nyertesei közül később sokan lettek kiváló matematikusok, egyetemi oktatók, akadémikusok, köztük Wolf- és Abel-díjasok is.
Az évenként megrendezett tanulóverseny 1894-ben indult útnak. Ekkor még a BJMT elődje, a Mathematikai és Physikai Társulat volt a szervező, és a rendezvényt egyszerűen a társulatról nevezték el.  Eötvös Loránd halála után a neves tudós tiszteletére Eötvös Loránd matematikai tanulóverseny lett az elnevezés. A második világháború után a Mathematikai és Physikai Társulat kettévált Bolyai János Matematikai Társulattá és Eötvös Loránd Fizikai Társulattá. A verseny gondozója értelemszerűen az előbbi lett, és a megmérettetést 1947-től Bolyai Jánosról, 1949-től pedig Kürschák Józsefről nevezték el. Ez utóbbit az indokolta, hogy Kürschák 1933-ban bekövetkezett haláláig részt vett a verseny szervezésében, és 1929-ben Matematikai versenytételek címmel ki is adta az 1894 és 1928 közötti fordulók feladatait az általa szerkesztett megoldásokkal együtt.